# 八尾神社
八尾神社（やおじんじゃ）は、大阪府八尾市にある神社。『延喜式神名帳』河内国若江郡の「栗栖神社（くるす — ）」に比定され（式内社）、社格は旧村社。旧若江郡西郷、木戸両村（現八尾市本町5丁目の北側、本町6・7丁目、東本町3丁目あたり）の氏神である。

## 社名
近世には「牛頭天王社」と称していたが、明治維新後に『延喜式』に従って「栗栖神社」に改称し、明治41年（1908年）4月15日に更に現社名に改称した。「栗栖」は現鎮座地一帯の旧称であろうとされる。

## 祭神
- 宇麻志麻治命（うましまぢのみこと）
- 品陀和気命

近世には「牛頭天王社」の社名が示すように牛頭天王を祭神としていたが、享保20年（1735年）の『河内志』以来式内「栗栖神社」に比定され、「栗栖」は現鎮座地一帯を本貫とした古代氏族、栗栖連氏に因むものと考えられ、その祭神も『新撰姓氏録』に「栗栖連。同じき神（神饒速日命）の子、于摩志摩治命（うましまぢのみこと）の後也」（河内国神別栗栖連条）とある栗栖連の祖神、于摩志摩治命（宇麻志麻治命）とされたために、明治維新後に宇麻志麻治命に改めた。また、品陀和気命は明治5年に合祀された旧木戸村の氏神である八幡社の祭神である。

## 歴史
鎮座地は長瀬川（旧大和川）に沿い、周囲よりはやや高い土地で弥生時代から集落があったと考えられ、創祀年代は不詳であるものの、八尾市跡部には物部守屋の阿都の別業（『日本書紀』用明天皇2年（587年）4月丙午（2日）条）が営まれたとされるように、八尾市一帯は物部氏及びその同族に深く関係した地であるため、物部氏の同族でこの地を本貫とした栗栖連が祖神を祀ったのに創まり、その時期は古墳時代に遡るとされる。貞観4年（862年）4月12日に正六位上から従五位下に昇叙され、同年11月11日に官社とされ（『日本三代実録』）、延喜の制で官幣小社に列した。
中世以降の詳細は判っていないが、鎮座地一帯は八尾荘と呼ばれ、当神社は史料に欠くもののその中心的な神社として崇められたと思われる。南北朝時代には当神社から西方200ｍにある常光寺の僧顕幸（八尾別当と称した）が寺を中心に八尾城を構えて南朝方に与したが、湊川の戦い後北朝方が城を入手したため、延元2年（1337年）に攻め寄せた南朝方の兵火に遇っている。当時の当神社は常光寺の鎮守とされた可能性もあり、常光寺とともに八尾城の一郭に組み込まれていたと推定されるため、この兵火で罹災したと思われる。また、八尾荘は室町時代の末期にも河内国守護の畠山氏の内紛のために戦乱の地となっており、この際にも罹災したと思われる。
近世には牛頭天王社として天徳寺を神宮寺とする西郷村の氏神とされたが、明治初めの神仏判然令を受けて天徳寺を廃寺にして社名を「栗栖神社」に改め、明治5年（1872年）4月に木戸村の八幡社を合祀、西郷・木戸両村の氏神として村社に列した。明治41年4月15日に萱振村（現萱振町）の加津良神社と八尾中野（現西山本町）の八阪神社を合祀して現社名に改称したが、戦後に加津良、八阪の両神社は復祀している。

## 社殿

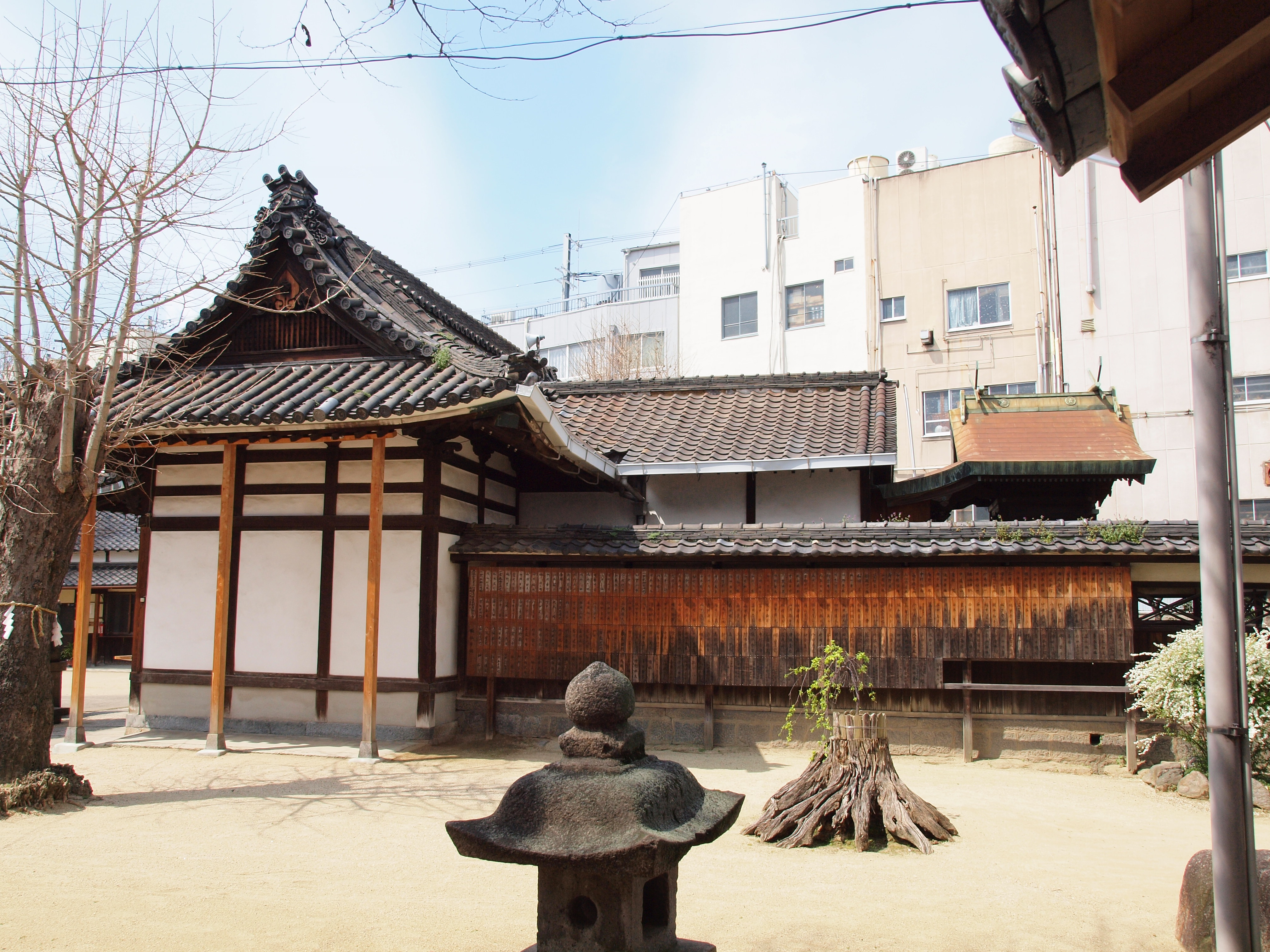
右（北）から本殿、幣殿、拝殿

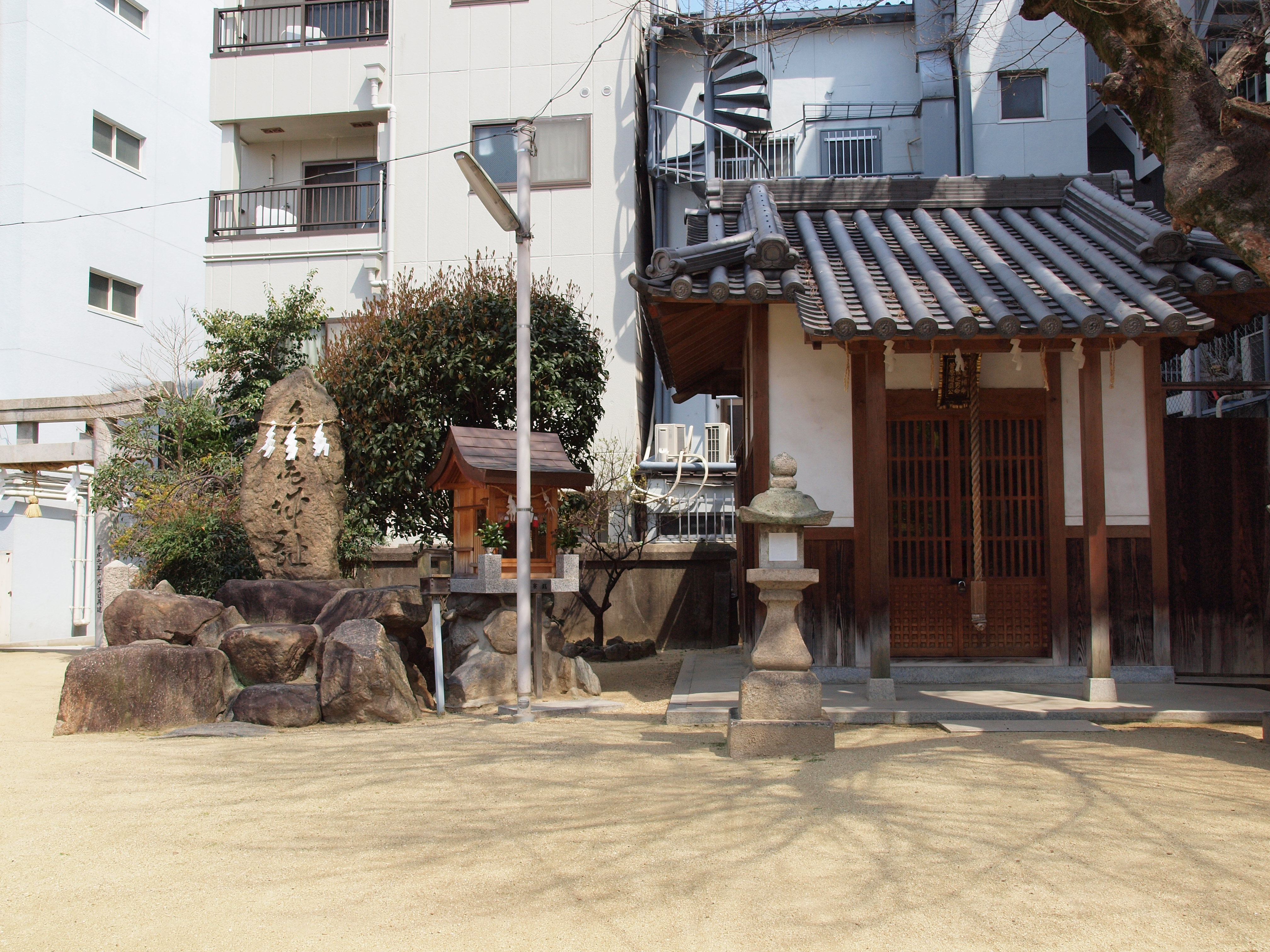
八尾城址の碑（左）と菅原神社（右）

本殿は春日造、明治中頃の造替。幣殿は梁間1間桁行3間の切妻造妻入、大正13年（1924年）の建築で拝殿に接続する。拝殿は桁行5間梁間3間の入母屋造平入、天保12年（1841年）の建築。幣殿と拝殿は瓦葺。
その他、神輿舎、社務所がある。

## 境内
境内社に鶯神社、菅原神社の2社がある。また本殿の東側、菅原神社の横に昭和6年（1931年）に建碑された八尾城址の石碑がある。

## 交通アクセス
- 近鉄大阪線八尾駅から西へ約5分